# 김명선 (미스코리아)
김명선(1993년 5월 26일 ~ )은 대한민국의 2014년 미스코리아 미(美)이다.

## 프로필
- 출생: 1993년 5월 26일
- 신체: 172.1cm, 49.7kg, 34-25-34
- 학력: 전북대학교 신문방송학과
- 수상: 2013년 미스코리아 전북 미(美), 2014년 미스코리아 미(美), 2014년 미스코리아 전북 선(善)[1], 2013년 군산새만금벚꽃아가씨 선발대회 진(眞)
- 취미: 악기연주
- 특기: 요가, 드럼연주